# Bornholms Mittelalterzentrum

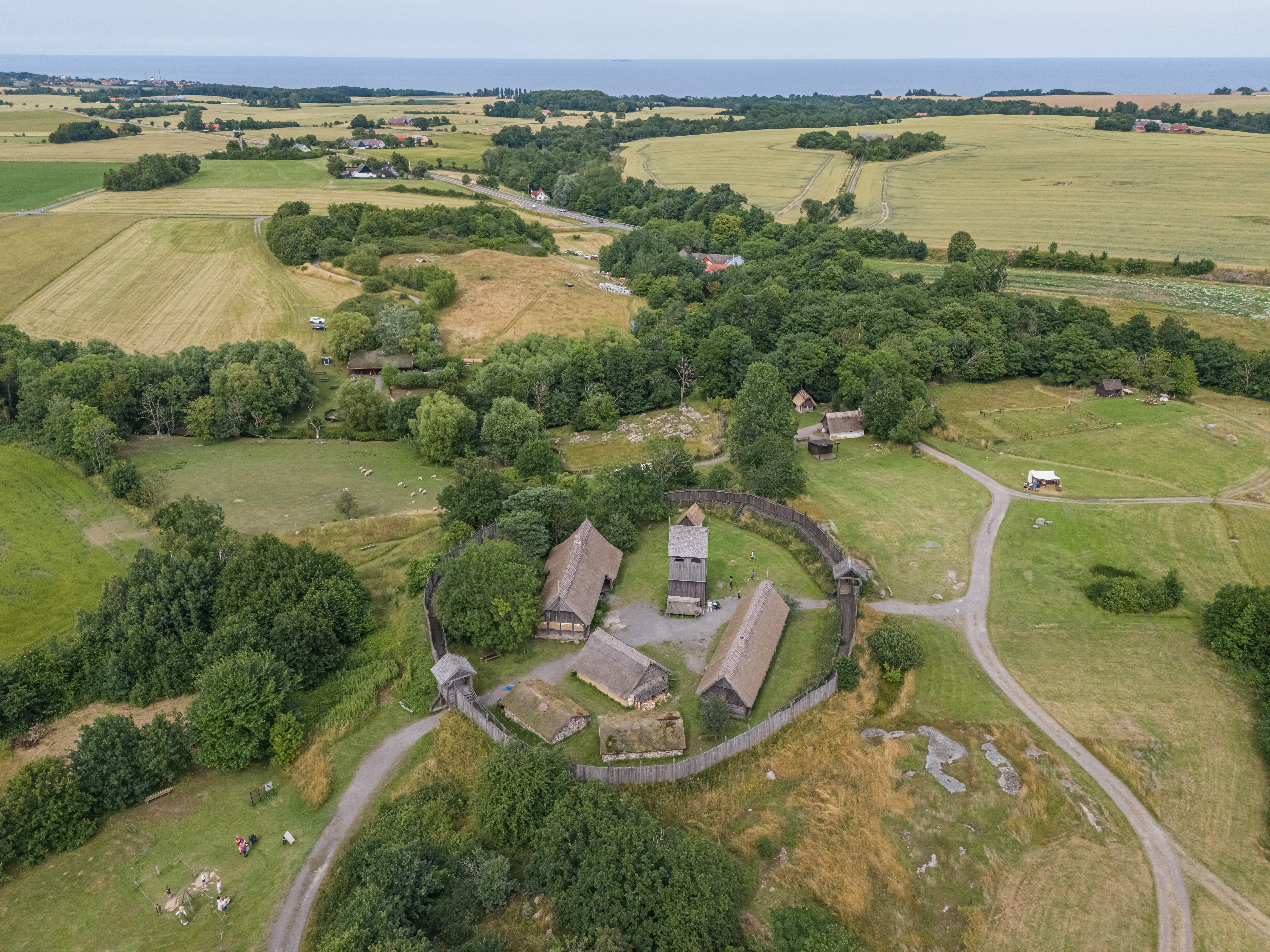
Luftbild des Middelaldercenter

Bornholms Mittelalterzentrum, dänisch Bornholms middelaldercenter ist ein Museum und Erlebniscenter auf der dänischen Insel Bornholm. Es befasst sich mit der Zeit zwischen 1300 und 1450. Das Areal umfasst 15 Hektar Land. Das Zentrum liegt etwa 500 Meter von der Rundkirche von Østerlars entfernt. Einmal im Jahr gibt es hier ein großes Mittelalterfest.